# Tabuk City
Tabuk (offiziell: City of Tabuk) ist eine provinzangehörige Stadt (Component City) in der philippinischen Provinz Kalinga. Sie liegt am Fluss Chico.

## Baranggays
Tabuk ist politisch in 42 Baranggays unterteilt.
- Agbannawag
- Amlao
- Appas
- Bagumbayan
- Balawag
- Balong
- Bantay
- Bulanao
- Bulanao Norte
- Cabaritan
- Cabaruan
- Calaccad
- Calanan
- Dilag
- Dupag
- Gobgob
- Guilayon
- Ipil
- Lanna
- Laya East
- Laya West
- Lucog
- Magnao
- Magsaysay
- Malalao
- Masablang
- Nambaran
- Nambucayan
- Naneng
- Dagupan Centro (Pob.)
- San Juan
- Suyang
- Tuga
- Bado Dangwa
- Bulo
- Casigayan
- Cudal
- Dagupan Weste
- Lacnog
- Malin-awa
- New Tanglag
- San Julian

## Erhebung zur Stadt
Tabuk ist nach Baguio City die zweite Stadt im Regierungsbezirk Cordillera. Am 23. Juni 2007 stimmten 17.060 Wähler in einer Volksabstimmung für die Annahme des Republic Act Nr. 9404, womit der Republic Act Nr. 9404 der die Erhebung Tabuks von einer Stadtgemeinde zu einer Stadt vorsieht, ratifiziert wurde.